# ادمکوا
ادمکوا (به لاتین: Adamkowo) در لهستان است که در Gmina Kęsowo واقع شده‌است.

## خصوصیات
ادمکوا ۶۰ نفر جمعیت دارد.